# Bursaria incana
Bursaria incana là một loài thực vật có hoa trong họ Pittosporaceae. Loài này được Lindl. mô tả khoa học đầu tiên năm 1848.